# Kadina Luka
Kadina Luka (cyr. Кадина Лука) – wieś w Serbii, w okręgu kolubarskim, w gminie Ljig. W 2011 roku liczyła 433 mieszkańców.